# Thomas Neubert
Thomas Neubert (* 14. November 1980 in Cottbus) ist ein ehemaliger deutscher Fußballspieler.

## Karriere
Der 1,93 Meter große Stürmer spielte bis 2000 bei der BSG Tiefbau Cottbus. Seine Profikarriere begann er beim Energie Cottbus und wechselte dann 2001 zu Dynamo Dresden, für die er 2005 zwei Spiele in der 2. Bundesliga absolvierte. In der Saison 2006/07 stand er bei Holstein Kiel unter Vertrag. Nachdem er in der Hinrunde der Saison 2007/08 für den Regionalligisten Wacker Burghausen acht Ligaspiele (1 Tor) absolviert hatte, wechselte er zur Winterpause in die Oberliga Nordost-Süd zum Halleschen FC und feierte mit dem Klub die Meisterschaft. In der darauffolgenden Saison spielte er für den Halleschen FC in der Regionalliga Nord.
Seit dem Vertragsende beim Halleschen FC im Sommer 2011 spielte Neubert für den Oberligisten SC Borea Dresden, in Radebeul und in Peitz.
In der Saison 2013/2014 war er bei Dynamo Dresden für die Fanarbeit zuständig. Mit dem Abstieg Dresdens aus der 2. Bundesliga wurde die Stelle gestrichen. Ab Anfang Oktober 2014 betreute er die A-Junioren-Regionalliga-Mannschaft des SC Borea Dresden.

## Privates
Nach dem Karriereende im Fußball absolvierte Neubert eine Ausbildung zum Sport- und Fitnesskaufmann. Seit 2014 arbeitet er als Immobilienberater.
Neubert ist geschieden und Vater von drei Söhnen.